# 亚克兴海战

亚克兴海战

亚克兴海战（拉丁語：Bellum Actiacum）是羅馬共和國的馬克·安東尼與埃及托勒密王朝法老克利奧帕特拉七世聯軍跟屋大維之間一場決定性戰役。
此戰發生於公元前31年9月2日，地點為希臘阿卡納尼亞北部亞克興角附近的伊奥尼亚海海域。屋大維的艦隊由瑪爾庫斯·維普撒尼烏斯·阿格里帕指揮，而安東尼的艦隊則由他的愛人克利奧帕特拉七世所支援。
戰役以屋大維勝利告終，促使他後來成為羅馬帝國的統治者。